# Cyril de Vère

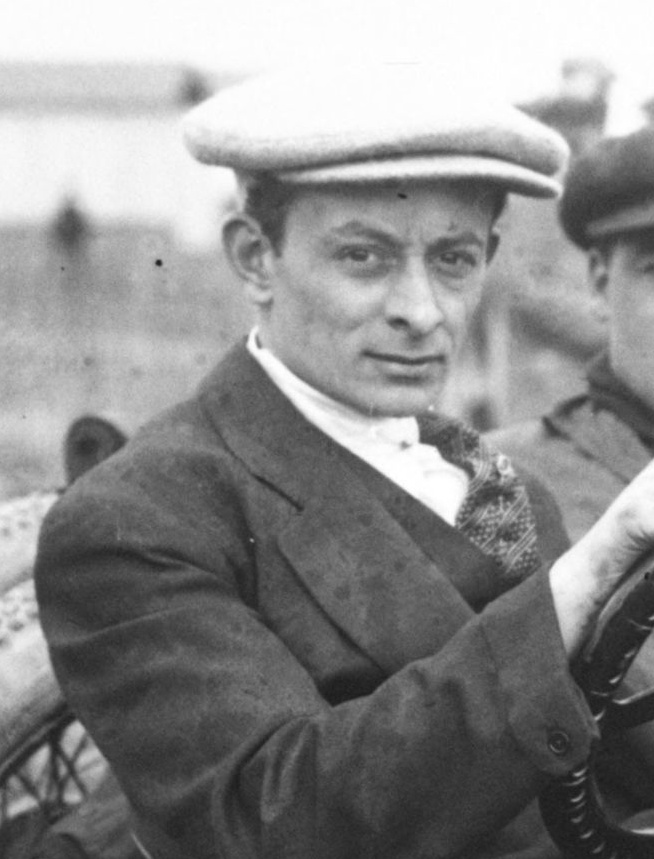
Cyril de Vère 1912

Cyril Duchene de Vère (* 4. Januar 1881 in Vilvoorde; † 30. September 1964 in Paris) war ein französischer Autorennfahrer.

## Karriere im Motorsport
Cyril de Vére war vor dem Zweiten Weltkrieg als Monoposto- und Sportwagensport aktiv. Er war regelmäßiger Sarter beim Großen Preis von Frankreich und ging zweimal beim 24-Stunden-Rennen von Le Mans ins Rennen. Seinen ersten französischen Grand Prix bestritt er 1911, als er als Gesamtdreizehnter ins Ziel kam. In Le Mans erreichte er 1929 als Partner von Marcel Mongin im Chrysler 77 den siebten Gesamtrang.

## Statistik

### Le-Mans-Ergebnisse
| Jahr | Team                            | Fahrzeug        | Teamkollege   | Platzierung     | Ausfallgrund |
| ---- | ------------------------------- | --------------- | ------------- | --------------- | ------------ |
| 1928 | Grand Garage Saint-Didier Paris | Chrysler 72 Six | Louis Chiron  | disqualifiziert |              |
| 1929 | Grand Garage Saint-Didier Paris | Chrysler 77 Six | Marcel Mongin | Rang 7          |              |